# Pueblo Illia
Pueblo Illia es una localidad argentina ubicada en el departamento Cainguás de la Provincia de Misiones. Depende administrativamente del municipio de Dos de Mayo, de cuyo centro urbano dista unos 32 km. Es uno de los pueblos más jóvenes de la Argentina, siendo fundado en los comienzos de los años 1980, durante la presidencia de Raúl Alfonsín.
Se desarrolla a lo largo de la Ruta Provincial 8, que la vincula al norte con 25 de Mayo y al sur con Santa Rita y Alba Posse, a 18 kilómetros de la Ruta Nacional 14.

## Toponimia
Debe su nombre al presidente Arturo Umberto Illia.

## Economía
Es una zona agrícola con plantaciones de yerba mate, té, tabaco y cítricos; en menor medida hay cría de ganado vacuno y porcino. También hay plantaciones de pino, un aserradero y un secadero de yerba mate.

## Infraestructura
Cuenta con una escuela primaria, la 558, y una escundaria, el BOP 42.
Hay un barrio de viviendas, varios comercios, biblioteca, una sede del Registro de las Personas, oficina de agua y energía, radio FM, comisaría, albergue estudiantil, una sala de primeros auxilios y varios edificios comunitarios.
Existen varias iglesias de los distintos credos, con sus respectivos edificios y organización. Dos servicios de ómnibus la vinculan de forma diaria con San Vicente y Dos de Mayo.